# ألدو فلورينزي
ألدو فلورينزي (بالإيطالية: Aldo Florenzi)‏ هو لاعب كرة قدم إيطالي في مركز الوسط، ولد في 2 أبريل 2002 في نوورو في إيطاليا.

## وصلات خارجية
- ألدو فلورينزي على موقع قاعدة بيانات كرة القدم.إي يو (الإنجليزية)
- ألدو فلورينزي على موقع Soccerbase.com (لاعب) (الإنجليزية)
- ألدو فلورينزي على موقع Soccerway.com (الإنجليزية)
- ألدو فلورينزي على موقع عالم كرة القدم.نت (الإنجليزية)